# Trappistinnenkloster Alloz
Das Trappistinnenkloster Alloz ist seit 1884 ein Kloster der Trappistinnen zuerst in Tiñosillos, Provinz Ávila, ab 1914 in Alloz, Valle de Yerri, Navarra in Spanien.

## Geschichte

### Tiñosillos
Der selige Kardinal Ciriaco Sancha y Hervás beschloss, als er Bischof von Ávila war, die Gründung eines Nonnenklosters nach dem Vorbild der Trappisten (Regelstrenge und Mitgiftlosigkeit bzw. Nichtverpflichtung zu Einbringegut). Er ließ deshalb 30 km nördlich Ávila in Tiñosillos das Kloster Nuestra Señora de los Ángeles (Unsere liebe Frau von den Engeln) errichten (Fertigstellung und Einzug 1885), gewann die ihm bekannte Luisa Fernández Barbot als Oberin, kleidete sie selbst 1884 als Zisterzienserin ein, vertraute ihr fünf Novizinnen an und beaufsichtigte selbst das bischöfliche Kloster. Da er jedoch 1886 nach Madrid berufen wurde und seine Nachfolger dem Projekt feindlich gegenüberstanden (und keine Hilfe durch französische Trappistenklöster erlaubten), lebte die Gemeinschaft anfänglich unter schwierigsten Bedingungen. Innerhalb von 30 Jahren starben 19 junge Schwestern. Ab 1891 wurde ihnen die Unterstützung durch die Trappistenabtei San Isidro de Dueñas zuteil, daneben die des Klosters Val San José in Getafe. Die vorgeschlagene Vereinigung mit Kloster Herrera kam nicht zustande. Erst 1913 eröffnete sich die Möglichkeit, eine Grangie des ehemaligen Klosters Iranzu zu besiedeln, und so wechselte der Konvent 1914 in das 25 km südwestlich Pamplona (bei Estella-Lizarra) am Südende des Stausees von Alloz gelegene Kloster Granja San José (ab 1950 Monasterio Santa María de San José) in Alloz-Estella.

### Alloz
Unter Äbtissin Justa Larrea Urquijo (1894–1915 und 1921–1930) gelang (nach dem Wechsel) im Jahr 1922 auch die seit 1886 mehrfach gescheiterte offizielle Inkorporation in den Trappistenorden. Ab 1925 konnte die spirituelle Hilfe des französischen Klosters Blagnac in Anspruch genommen werden. 1950 wurde die Kirche fertiggestellt, 1961 der neue Klosterbau. Der Konvent, der in den siebziger Jahren über 80 Mitglieder zählte, gründete das Kloster Nuestra Señora de la Paz in La Palma, Cartagena (Spanien) (1976) und wiederbesiedelte das Kloster Armenteira (1989). Vom 1923 verkauften Kloster Tiñosillos sind noch Reste vorhanden.